# Bartolomeo Scotti
Bartolomeo Scotti (* kolem roku 1685 – 1. února 1737, Praha) byl stavitel vlašského původu činný v Čechách.

## Život a činnost
Údajně pocházel z Laina v údolí Intelvi. V Praze je doložen teprve v roce 1715. Roku 1716 získal měšťanské právo na Malé Straně jako zednický polír. Od roku 1717 je titulován jako stavitel a architekt.
Jeho tvorba se příliš neodlišuje od průměru naší barokní architektury ve třetím a čtvrtém desetiletí 18. století. Domovní architektura, která v jeho díle převažuje, je klidná, s výraznými římsami, zdobnými suprafenestrami a s výrazně členěnými vikýři. Uplatnil se i jako realizátor cizích návrhů.
Kromě toho byl rovněž vrchním pevnostním stavitelem. Doložen je v květnu 1718 při fortifikační komisi v Praze, v roce 1726 měl titul Fortification Oberbaumeister.
Byl činný ve Vlašském špitále na Malé Straně: v roce 1724 je titulován jako Assistent und Hospitalkassierer. Na základě doloženého vztahu k Vlašskému špitálu se uvažuje o jeho možných stavebních zásazích v tomto areálu.

## Dílo
Stavby, které Bartolomeo Scotti projektoval nebo na kterých se podílel:
- Colloredovský (Schönbornský) palác v ulici Tržiště čp. 365/III (Malá Strana), který od roku 1711 vznikal pod vedením G. B. Alliprandiho, od roku 1719 Jana Blažeje Santiniho-Aichla
- účast na úpravách konventu bosých karmelitánek u svatého Josefa čp. 43/III (Malá Strana)
- Kolowratský palác čp. 214/III v dnešní Nerudově ulici (spolu s Anselmem Luragem podle návrhu Jana Blažeje Santiniho-Aichla)
- od roku 1723 přestavoval dům U Zlatého lva čp. 493/III na Kampě (Malá Strana)
- pravděpodobně přestavoval maltézské velkopřevorství čp. 485/III (Malá Strana) (je zde doložen plánem starého stavu)
- přestavba servitského klášterního kostela sv. archanděla Michaela v letech 1727–1728 na Starém Městě pražském (spolu s Filipem Spannbruckerem)
- do roku 1737 řídil stavbu kostela svatého Jana Křtitele v Osově u Hořovic prováděnou podle vlastního návrhu (dokončil Anselmo Lurago v roce 1738)
- kolem roku 1729 přestavěl dům U kameníků (U Nejsv. Trojice) čp. 320/III  ve Šporkově ulici, s boční fasádou do Jánské ulice (Malá Strana)[1]
- od roku 1730 upravoval vlastní dům U tří červených srdcí čp. 361/III (Malá Strana)
- v letech 1733–1737 budoval konvent bosých augustiniánů v Lysé nad Labem (po Scottiho smrti práce převzal Anselmo Lurago)
- je pravděpodobné, že byl autorem velké přestavby kostela svatého Havla ve Skalsku

## Galerie

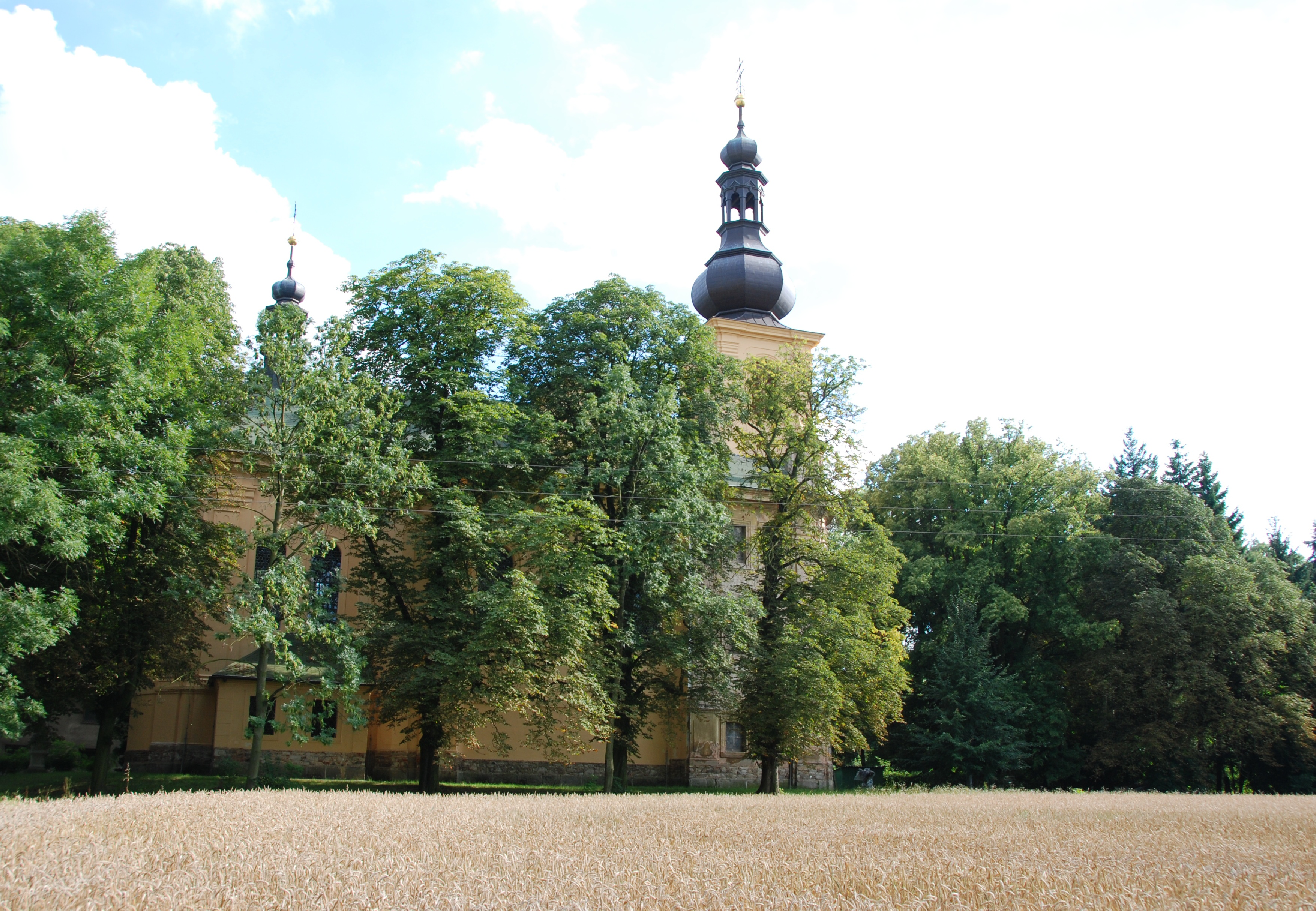
Kostel v Osově, pohled od severu
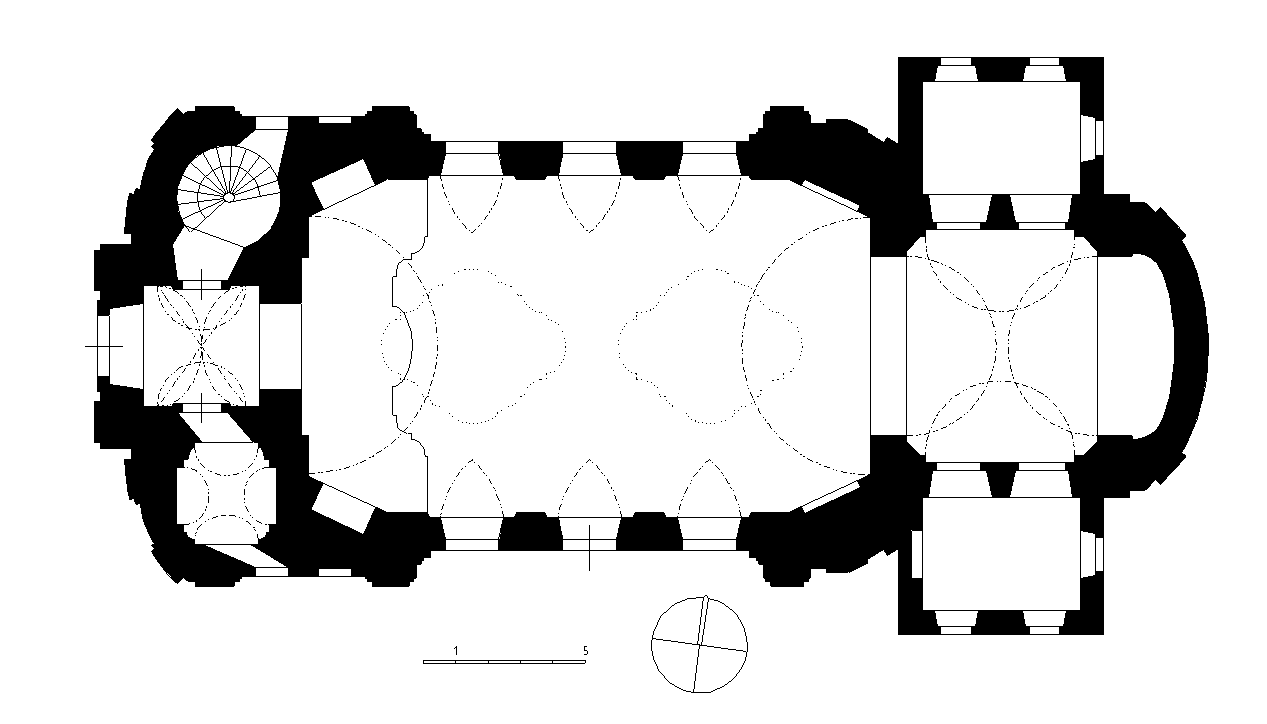
Půdorys kostela v Osově, po B. Scottim stavbu převzal A.M. Lurago
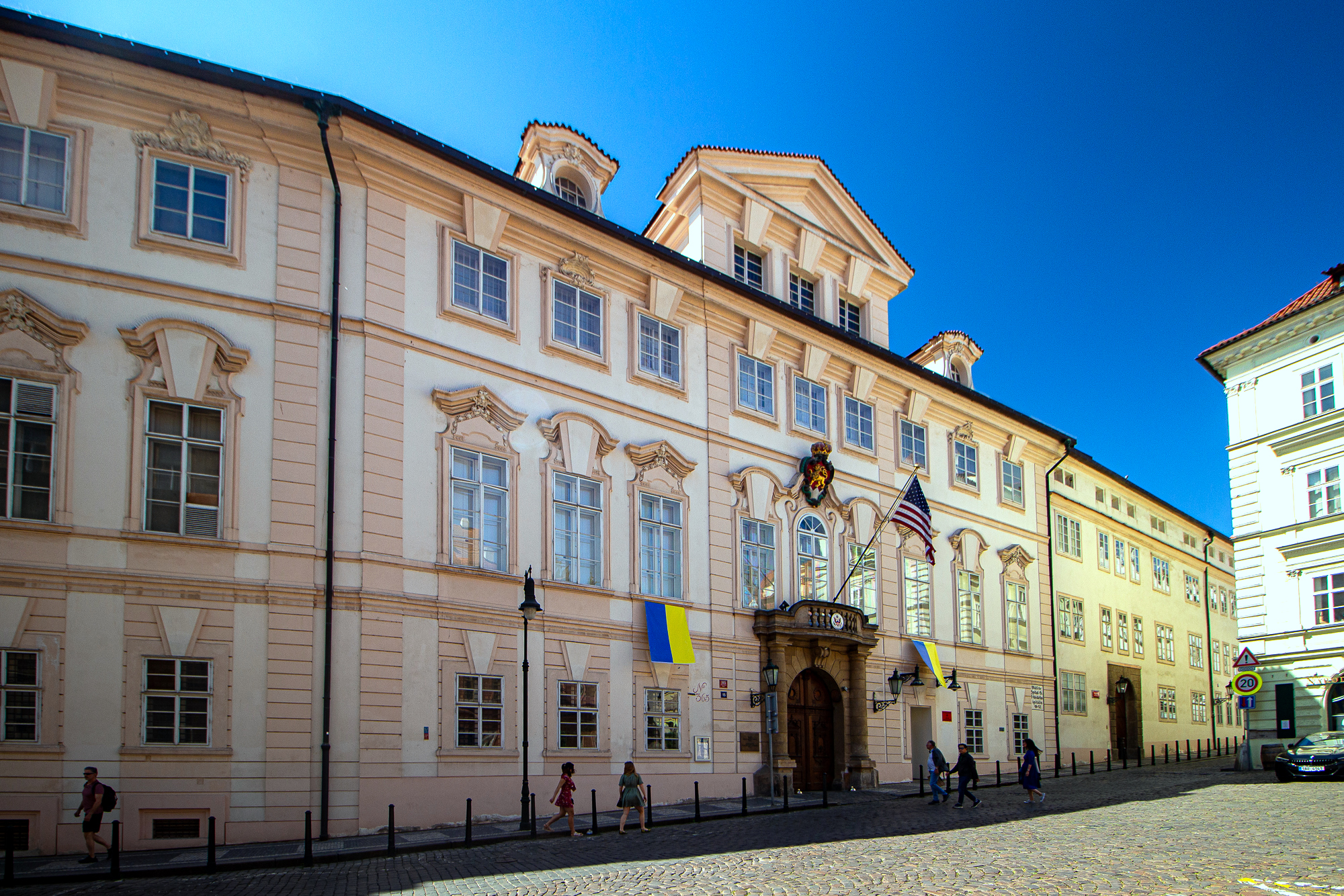
Schönbornský palác, Malá Strana
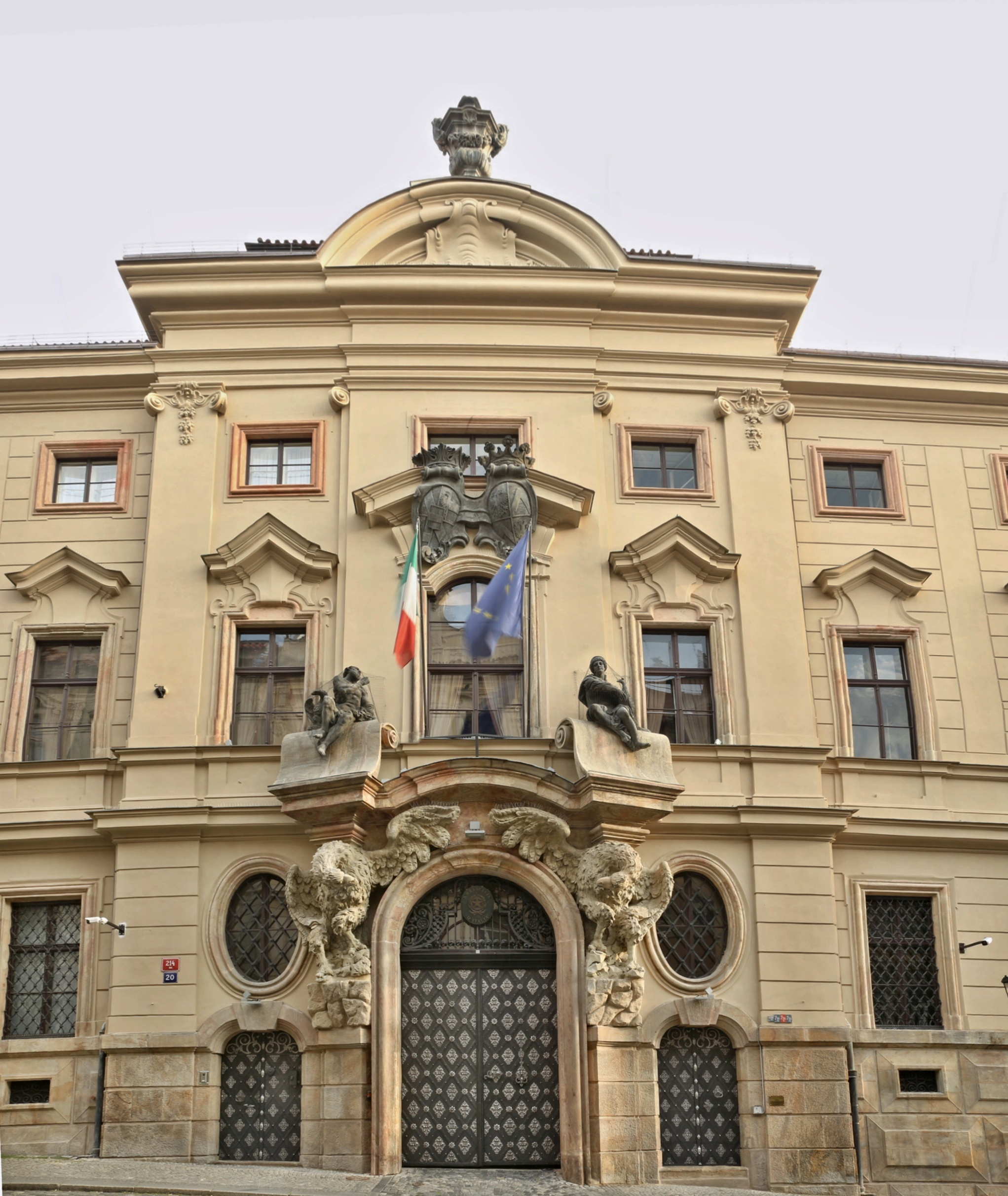
Kolovratský palác v malostranské Nerudově ulici
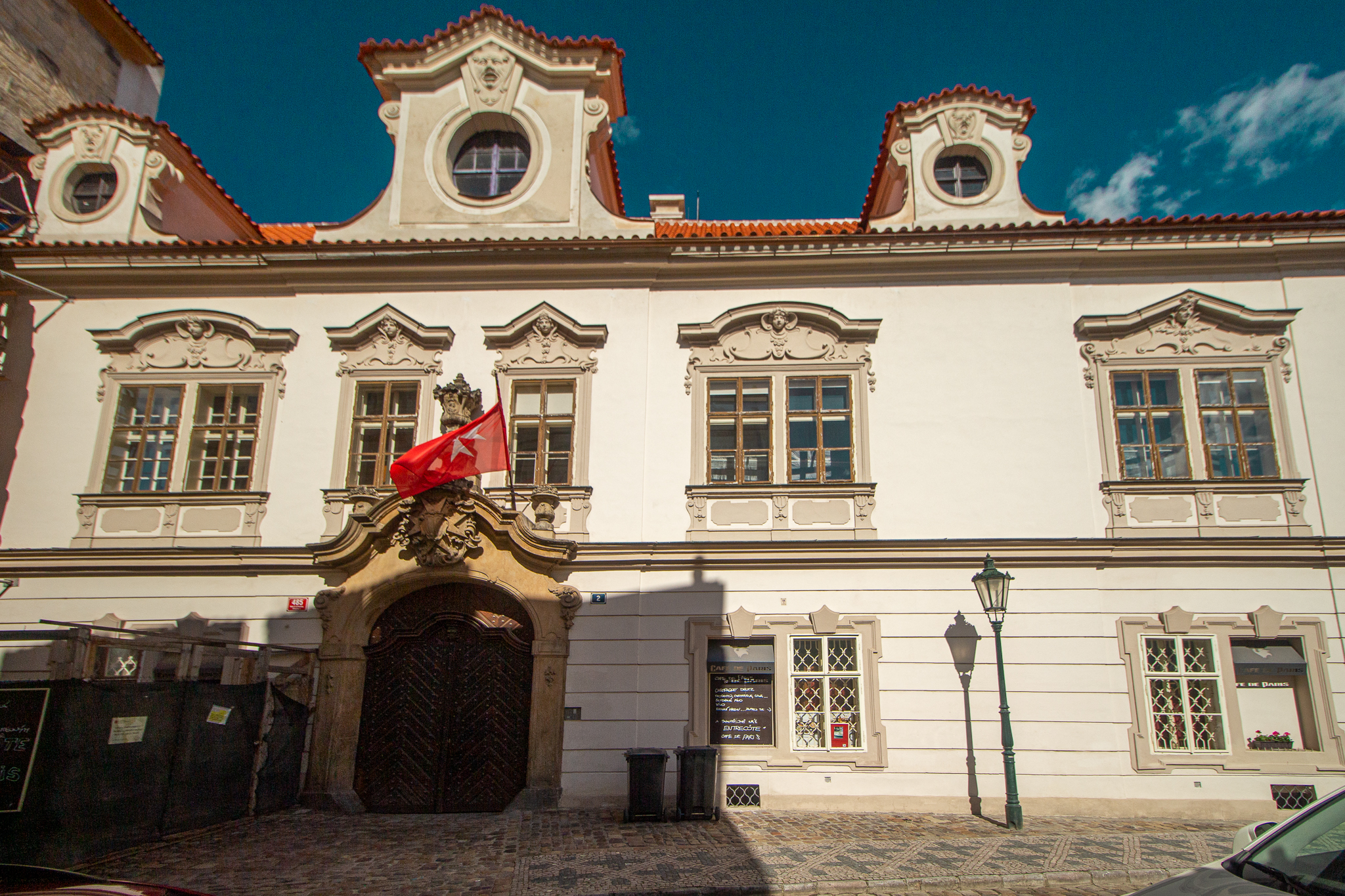
Velkopřevorský palác, Malá Strana